# Lars Onsager Lecture and Professorship
Die Lars Onsager Lecture and Professorship sind eine Gastprofessur und eine Vorlesung an der Technischen Universität Norwegens (NTNU) in Trondheim, die von der Familie von Lars Onsager gestiftet wurden.
Entsprechend den Arbeitsgebieten von Onsager können die Preisträger aus den Bereichen Physikalische Chemie, Physik oder Mathematik sein.
Sie ist nicht mit dem Lars-Onsager-Preis zu verwechseln.

## Preisträger

### Professur
- 1993 George Stell, State University of New York at Stony Brook (statistische Physik)
- 1994 Wladislaw Borissowitsch Lazarew, Kurnakow Institut für Allgemeine und Anorganische Chemie, Moskau (Chemie)
- 1995 Frederick W. Gehring, University of Michigan (Mathematik)
- 1996 J. M. J. van Leeuwen (Hans van Leeuwen), Universität Leiden (statistische Physik)
- 1997 Dick Bedeaux, Universität Leiden (physikalische Chemie)
- 1998 V. S. Varadarajan, University of California, Los Angeles (Mathematik)
- 1999 Arieh Iserles, University of Cambridge (Mathematik)
- 2000 Victor Havin, St Petersburg (Mathematik)
- 2001 David A. Brant, University of California, Irvine (Chemie)
- 2002 John S. Newman, University of California (Chemieingenieurwesen)
- 2003 Miguel Rubí Capaceti, Universität Barcelona (Chemie)
- 2004 George Batrouni, Universität Nizza Sophia-Antipolis (Physik)
- 2005 Alexander Volberg, Michigan State University (Mathematik)
- 2006 John R. Klauder, University of Florida (theoretische Physik)
- 2007 Matthieu H. Ernst, Universität Utrecht (Physik)
- 2008 Peter S. Riseborough, Temple University (Physik)
- 2009 Gerrit Ernst-Wilhelm Bauer, Kavli Institute of NanoScience, Technische Universität Delft (Physik)
- 2010 Elisabeth Bouchaud, CEA-SACLAY, Gif-sur-Yvette (Physik)
- 2011 George W. Scherer, Princeton University (Bauingenieurwesen, Materialwissenschaften)
- 2012 Richard Spontak, North Carolina State University (Polymerchemie)
- 2013 Reinout Quispel, La Trobe University, Melbourne (Mathematik)
- 2014 Xiang-Yu Zhou, Chinesische Akademie der Wissenschaften, Peking
- 2015 Matthias Eschrig, Universität London, Royal Holloway College (Physik)
- 2016 Jan Vermant, ETH Zürich (Physik)
- 2017 Jian-Min Zuo, University of Illinois at Urbana-Champaign (Materialwissenschaften)
- 2018 Eero Saksman, Universität Helsinki (Mathematik)
- 2019 Daan Frenkel, University of Cambridge (Chemie)
- 2020 Lorenz T. Biegler, Carnegie Mellon University (Chemieingenieurwesen)
- 2023 Helena Godinho, Universidade Nova de Lisboa (Materialwissenschaften)
- 2024 Alexei Gruverman, University of Nebraska-Lincoln (Physik)
- 2025 Lydéric Bocquet, École normale supérieure Paris (Physik)

### Vorlesung
- 1993 Michael E. Fisher, University of Maryland (statistische Physik)
- 1994 Benjamin Widom, Cornell University (statistische Physik)
- 1995 Werner Ebeling, Humboldt-Universität Berlin (Physikalische Chemie)
- 1996 Russell J. Donnelly, University of Oregon (Physik)
- 1997 Pierre-Gilles de Gennes, Collège de France (Physik)
- 1998 Elliott H. Lieb, Princeton University (mathematische Physik)
- 1999 Henk Lekkerkerker, Universität Utrecht (Kolloidchemie)
- 2000 Vaughan Jones, University of California, Los Angeles (Mathematik)
- 2001 Michael Berry, University of Bristol (mathematische Physik)
- 2002 Frank H. Stillinger, Princeton University (Chemie)
- 2003 Ivar Giaever, Physics Department, Rensselaer Polytechnic Institute (Physik)
- 2004 Leo Kadanoff, University of Chicago (theoretische Physik)
- 2005 Brian Pippard, Cavendish Laboratory, University of Cambridge (Physik)
- 2006 Rodney J. Baxter, Australian National University (mathematische Physik)
- 2007 Robert B. Laughlin, Stanford University (Physik)
- 2008 Terence Tao, University of California at Los Angeles (Mathematik)
- 2009 Bertrand I. Halperin, Harvard University (Physik)
- 2010 Ingrid Daubechies, Princeton University (Mathematik)
- 2011 Peter Hänggi, Universität Augsburg (Physik)
- 2012 Arnold J. Levine, Institute for Advanced Study (Systembiologie)
- 2013 Stanislav Smirnov, Universität Genf (Mathematik)
- 2014 Konstantin Novoselov, University of Manchester (Physik)
- 2015 Jean-Marie Lehn, Collège de France (Chemie)
- 2016 Stefan Hell, Max-Planck-Institut für Biophysikalische Chemie, Göttingen (Physik)
- 2017 Edvard Moser und May-Britt Moser, Technisch-Naturwissenschaftliche Universität Norwegens (Medizin)
- 2018 Yves Meyer, École Normale Supérieure Paris-Saclay (Mathematik)
- 2019 Lena Vestergard Hau, Harvard University (Physik)
- 2020 Emmanuelle Charpentier, Max-Planck-Forschungsstelle für die Wissenschaft der Pathogene (Molekularbiologie)
- 2023 Roger Blandford, Stanford University (Physik)
- 2024 Martin Hairer, École polytechnique fédérale de Lausanne (Mathematik)
- 2025 Pablo Jarillo-Herrero, Massachusetts Institute of Technology (Physik)